# 鍔鳴浪人
『鍔鳴浪人』（つばなりろうにん）は、角田喜久雄が1939年（昭和14年）に発表した日本の長篇小説であり、同作を原作とし、同年正篇・翌1940年（昭和15年）続篇製作・公開、荒井良平監督による日本の長篇劇映画、剣戟映画であり、1956年（昭和31年）製作・公開、内出好吉監督による日本のリメイク映画である。

## 略歴・概要
小説『鍔鳴浪人』の初出は、1939年（昭和14年）4月 - 同年12月の『讀賣新聞』での連載で、1949年（昭和24年）に東京の出版社春陽堂から出版された『現代大衆文学全集 第3巻』に『妖棋伝』とともに収められた。
1939年 - 1940年に荒井良平が監督した『鍔鳴浪人』、『續 鍔鳴浪人』は、いずれも1996年（平成8年）、1998年（平成10年）にロシアのゴスフィルモフォンドで発見され、東京国立近代美術館フィルムセンターが実地調査を行った際に日本に持ち帰ったプリントである。同センターに所蔵され、2001年（平成13年）に同センターで上映された。2002年（平成14年）には日活からビデオグラムが発売された。
1956年（昭和31年）に内出好吉が監督したヴァージョンは、東京国立近代美術館フィルムセンターには所蔵されておらず、製作・配給元の東映からはビデオグラムは発売されていない。

## 1939年 - 1940年版
『鍔鳴浪人』（つばなりろうにん）、『續 鍔鳴浪人』（ぞく つばなりろうにん）は、1939年（昭和14年）製作、正篇が同年12月30日、続篇が1940年（昭和15年）1月6日にそれぞれ公開、日活京都撮影所製作、日活配給、荒井良平監督による日本の長篇劇映画、剣戟映画である。

### スタッフ・作品データ
- 監督 : 荒井良平
- 原作 : 角田喜久雄
- 脚色 : 比佐芳武
- 撮影 : 松村禎三、荒木朝二郎
- 編集 : 廣野哲康 （正） / 宮本信夫 （続）
- 録音 : 海原幸夫
- 音楽 : 西梧郎
- 製作 : 日活京都撮影所
- 上映時間（巻数） : 52分 （正、6巻） / 70分 （続、7巻）
- フォーマット : 白黒映画 - スタンダードサイズ（1.33:1） - モノラル録音
- 初回興行 : 浅草・富士館

### キャスト
- 阪東妻三郎 - 楓月太郎（勤王派）
- 沢村国太郎 - 高窓一角
- 原健作 - 井上河内守（老中）
- 市川小文治 - 稲葉長戸守
- 瀬川路三郎 - 黒塚六庵（典医）
- 香川良介 - 水戸中納言
- 志村喬 - 外人シエリコフ
- 上田吉二郎 - 白大河
- 仁札功太郎 - 浅吉
- 市川男女蔵 - 神林十馬
- 岡田喜久平 - 相模屋藤次
- 大国一公 - 益満休之助
- 瀬川礼之助 - 井桁一笑
- 湊武雄 - 久兵衛
- 谷譲二 - 藤次の配下仁吉
- 竹内良一 - 同文吉
- 志茂山剛 - 佐吉
- 瀬戸一司 - 如安
- 月橋邦仁 - 安五郎
- 旗桃太郎 - 文三
- 市川春代 - 千鶴（楓の妹）
- 川上朱美 - おもん（芸者）

## 1950年版
『鍔鳴浪人』（つばなりろうにん）は、1956年（昭和31年）製作・公開、東映京都撮影所製作、東映配給、内出好吉監督による日本の長篇劇映画、剣戟映画、リメイク映画である。

### スタッフ・作品データ
- 企画 : 藤川公成
- 監督 : 内出好吉
- 原作 : 角田喜久雄
- 脚本 : 高岩肇
- 撮影 : 三木滋人
- 照明 : 田中憲次
- 美術 : 塚本隆治
- 録音 : 石原貞光
- 音楽 : 小沢秀夫
- 製作 : 東映京都撮影所
- 上映時間（巻数 / メートル数） : 83分 （9巻 / 2,290メートル）
- フォーマット : 白黒映画 - スタンダードサイズ（1.33:1） - モノラル録音

### キャスト
- 大友柳太朗 - 楓月太郎 / 高窓一角（二役）
- 花柳小菊 - 春海屋おもん
- 長谷川裕見子 - 高窓千鶴
- 須藤健 - 浅吉
- 加藤嘉 - 白牙仙人
- 海江田譲二 - 十字架の安
- 吉田義夫 - 黒塚六庵
- 薄田研二 - シェリコ
- 中野雅晴 - カール
- 加賀邦男 - 益満休之助
- 原健策 - 小栗上野介
- 木南研二 - 矢幡忠衛門
- 田中啓介 - 鈴木市右衛門
- 阿部九洲男 - 痘痕の藤次
- 富久井一朗 - 乾分松吉
- 舟津進 - 乾分権太
- 時田一男 - 陳剣秋
- 香川良介 - 家主久兵衛
- 堀正夫 - 神林一郎
- 小田部通麿 - 井桁一笑
- 東龍子 - 叔母お由
- 加藤正男 - 三次
- 森田肇 - 掛茶屋の親爺
- 中野文男 - 片眼の男

## 註
1. ↑  現代大衆文学全集 第3巻、国立国会図書館、2010年2月2日閲覧。
2. ↑  OPAC NDL 検索結果、国立国会図書館、2010年2月2日閲覧。
3. 1 2  発掘された映画たち2001 : ロシア・ゴスフィルモフォンドで発見された日本映画、東京国立近代美術館フィルムセンター、2010年2月2日閲覧。
4. ↑  鍔鳴浪人, 續 鍔鳴浪人、東京国立近代美術館フィルムセンター、2010年2月2日閲覧。
5. ↑  所蔵映画フィルム検索システム、東京国立近代美術館フィルムセンター、2010年2月2日閲覧。